# Lista di asteroidi (382001-383000)
Di seguito una lista di asteroidi dal numero 382001 al 383000 con data di scoperta e scopritore.

## 382001-382100
| Nome     | Designazione provvisoria | Data di scoperta  | Scopritore                                       |
| -------- | ------------------------ | ----------------- | ------------------------------------------------ |
| 382001 - | 2010 OM15                | 17 luglio 2010    | WISE                                             |
| 382002 - | 2010 OK46                | 29 gennaio 2010   | WISE                                             |
| 382003 - | 2010 OZ60                | 23 luglio 2010    | WISE                                             |
| 382004 - | 2010 RM64                | 9 settembre 2010  | Rabinowitz, D. L., Schwamb, M., Tourtellotte, S. |
| 382005 - | 2010 TO6                 | 1º ottobre 2010   | CSS                                              |
| 382006 - | 2010 UF52                | 28 ottobre 2010   | Mt. Lemmon Survey                                |
| 382007 - | 2010 UD107               | 1º febbraio 2006  | Mt. Lemmon Survey                                |
| 382008 - | 2010 XE83                | 7 febbraio 2008   | Mt. Lemmon Survey                                |
| 382009 - | 2011 AW4                 | 17 ottobre 2003   | Spacewatch                                       |
| 382010 - | 2011 AN20                | 15 aprile 2008    | Mt. Lemmon Survey                                |
| 382011 - | 2011 AQ47                | 9 febbraio 2008   | Spacewatch                                       |
| 382012 - | 2011 AC58                | 2 marzo 1995      | Spacewatch                                       |
| 382013 - | 2011 AG65                | 17 dicembre 2003  | Spacewatch                                       |
| 382014 - | 2011 BQ11                | 12 luglio 2004    | Broughton, J.                                    |
| 382015 - | 2011 BV46                | 29 agosto 2005    | Spacewatch                                       |
| 382016 - | 2011 BH53                | 15 novembre 2006  | Spacewatch                                       |
| 382017 - | 2011 BK53                | 28 marzo 2004     | Spacewatch                                       |
| 382018 - | 2011 BT53                | 15 novembre 2006  | Spacewatch                                       |
| 382019 - | 2011 BM62                | 12 dicembre 2006  | Mt. Lemmon Survey                                |
| 382020 - | 2011 BR62                | 9 maggio 2004     | Spacewatch                                       |
| 382021 - | 2011 BN70                | 12 marzo 1996     | Spacewatch                                       |
| 382022 - | 2011 BE74                | 14 settembre 1991 | Spacewatch                                       |
| 382023 - | 2011 BX91                | 25 dicembre 2005  | Spacewatch                                       |
| 382024 - | 2011 BN102               | 8 marzo 2008      | Spacewatch                                       |
| 382025 - | 2011 BG108               | 6 aprile 1999     | Spacewatch                                       |
| 382026 - | 2011 BE125               | 17 giugno 2005    | Mt. Lemmon Survey                                |
| 382027 - | 2011 BT161               | 26 settembre 2006 | Spacewatch                                       |
| 382028 - | 2011 CB11                | 18 novembre 2006  | Spacewatch                                       |
| 382029 - | 2011 CJ17                | 17 marzo 2004     | Spacewatch                                       |
| 382030 - | 2011 CP18                | 4 ottobre 2006    | Mt. Lemmon Survey                                |
| 382031 - | 2011 CV22                | 13 ottobre 2006   | Spacewatch                                       |
| 382032 - | 2011 CW23                | 5 aprile 2000     | Spacewatch                                       |
| 382033 - | 2011 CR24                | 13 dicembre 2006  | Spacewatch                                       |
| 382034 - | 2011 CJ27                | 29 febbraio 2000  | LINEAR                                           |
| 382035 - | 2011 CF35                | 7 luglio 2005     | Veillet, C.                                      |
| 382036 - | 2011 CT47                | 11 novembre 2006  | Mt. Lemmon Survey                                |
| 382037 - | 2011 CD48                | 27 settembre 2006 | Spacewatch                                       |
| 382038 - | 2011 CX60                | 13 novembre 2006  | Spacewatch                                       |
| 382039 - | 2011 CX68                | 2 ottobre 2006    | Mt. Lemmon Survey                                |
| 382040 - | 2011 CX80                | 12 dicembre 2006  | Spacewatch                                       |
| 382041 - | 2011 CF86                | 5 aprile 2000     | LINEAR                                           |
| 382042 - | 2011 CU91                | 20 novembre 2003  | Spacewatch                                       |
| 382043 - | 2011 DU2                 | 19 novembre 2006  | Spacewatch                                       |
| 382044 - | 2011 DP5                 | 22 novembre 2006  | Mt. Lemmon Survey                                |
| 382045 - | 2011 DB10                | 8 febbraio 2007   | Spacewatch                                       |
| 382046 - | 2011 DX10                | 17 dicembre 2006  | Mt. Lemmon Survey                                |
| 382047 - | 2011 DB11                | 29 gennaio 2004   | LONEOS                                           |
| 382048 - | 2011 DX11                | 17 marzo 1996     | Spacewatch                                       |
| 382049 - | 2011 DW22                | 14 marzo 2007     | Spacewatch                                       |
| 382050 - | 2011 DK25                | 5 luglio 2005     | Mt. Lemmon Survey                                |
| 382051 - | 2011 DG29                | 9 marzo 2007      | Mt. Lemmon Survey                                |
| 382052 - | 2011 DL30                | 22 aprile 2004    | Spacewatch                                       |
| 382053 - | 2011 DW31                | 15 marzo 2004     | Spacewatch                                       |
| 382054 - | 2011 EU2                 | 11 aprile 2008    | Spacewatch                                       |
| 382055 - | 2011 ES13                | 3 marzo 2000      | LINEAR                                           |
| 382056 - | 2011 ER15                | 4 marzo 2011      | Spacewatch                                       |
| 382057 - | 2011 ES17                | 17 febbraio 2004  | Tucker, R. A.                                    |
| 382058 - | 2011 EC18                | 28 gennaio 2007   | Spacewatch                                       |
| 382059 - | 2011 EQ22                | 14 aprile 2004    | Spacewatch                                       |
| 382060 - | 2011 EJ24                | 24 ottobre 2001   | Spacewatch                                       |
| 382061 - | 2011 ED30                | 4 marzo 2001      | Spacewatch                                       |
| 382062 - | 2011 EY33                | 14 settembre 2009 | Spacewatch                                       |
| 382063 - | 2011 ES39                | 24 novembre 2008  | Spacewatch                                       |
| 382064 - | 2011 ET39                | 15 marzo 2004     | Spacewatch                                       |
| 382065 - | 2011 EG42                | 8 febbraio 2002   | Spacewatch                                       |
| 382066 - | 2011 EQ44                | 30 gennaio 2011   | Spacewatch                                       |
| 382067 - | 2011 EU53                | 12 ottobre 2005   | Spacewatch                                       |
| 382068 - | 2011 ET54                | 14 aprile 2004    | Spacewatch                                       |
| 382069 - | 2011 ER63                | 21 dicembre 2006  | Spacewatch                                       |
| 382070 - | 2011 EL73                | 27 febbraio 2006  | Spacewatch                                       |
| 382071 - | 2011 EV75                | 1º ottobre 2005   | Mt. Lemmon Survey                                |
| 382072 - | 2011 FD6                 | 18 novembre 1998  | Fitzsimmons, A.                                  |
| 382073 - | 2011 FV15                | 22 ottobre 2009   | Mt. Lemmon Survey                                |
| 382074 - | 2011 FY15                | 6 novembre 2005   | Mt. Lemmon Survey                                |
| 382075 - | 2011 FK16                | 6 maggio 2006     | Mt. Lemmon Survey                                |
| 382076 - | 2011 FA18                | 10 gennaio 2007   | Mt. Lemmon Survey                                |
| 382077 - | 2011 FR27                | 14 marzo 2011     | CSS                                              |
| 382078 - | 2011 FH28                | 14 dicembre 2010  | Spacewatch                                       |
| 382079 - | 2011 FE33                | 29 gennaio 2007   | Spacewatch                                       |
| 382080 - | 2011 FL38                | 23 agosto 2008    | Spacewatch                                       |
| 382081 - | 2011 FV54                | 25 gennaio 2007   | Spacewatch                                       |
| 382082 - | 2011 FM79                | 1º dicembre 2005  | Spacewatch                                       |
| 382083 - | 2011 FV80                | 22 febbraio 2011  | Spacewatch                                       |
| 382084 - | 2011 FA84                | 6 ottobre 2008    | Mt. Lemmon Survey                                |
| 382085 - | 2011 FU96                | 5 novembre 2005   | Spacewatch                                       |
| 382086 - | 2011 FO127               | 18 marzo 2004     | Spacewatch                                       |
| 382087 - | 2011 FC130               | 3 gennaio 2000    | Spacewatch                                       |
| 382088 - | 2011 FL142               | 26 ottobre 2005   | Spacewatch                                       |
| 382089 - | 2011 FU142               | 2 marzo 2011      | Spacewatch                                       |
| 382090 - | 2011 FG151               | 25 febbraio 2007  | Spacewatch                                       |
| 382091 - | 2011 GU1                 | 16 dicembre 2009  | Mt. Lemmon Survey                                |
| 382092 - | 2011 GL5                 | 17 aprile 2007    | CSS                                              |
| 382093 - | 2011 GE34                | 12 maggio 2007    | Mt. Lemmon Survey                                |
| 382094 - | 2011 GA37                | 30 gennaio 2006   | Spacewatch                                       |
| 382095 - | 2011 GQ42                | 6 marzo 2011      | Mt. Lemmon Survey                                |
| 382096 - | 2011 GT49                | 9 ottobre 2004    | Spacewatch                                       |
| 382097 - | 2011 GN50                | 6 ottobre 2008    | Mt. Lemmon Survey                                |
| 382098 - | 2011 GT58                | 25 aprile 2003    | Spacewatch                                       |
| 382099 - | 2011 GA63                | 4 ottobre 2004    | Spacewatch                                       |
| 382100 - | 2011 GA66                | 11 marzo 2007     | Spacewatch                                       |

## 382101-382200
| Nome     | Designazione provvisoria | Data di scoperta  | Scopritore             |
| -------- | ------------------------ | ----------------- | ---------------------- |
| 382101 - | 2011 GY66                | 15 gennaio 2007   | Spacewatch             |
| 382102 - | 2011 GJ67                | 10 novembre 2009  | Spacewatch             |
| 382103 - | 2011 GQ69                | 1º ottobre 2005   | Mt. Lemmon Survey      |
| 382104 - | 2011 GG70                | 20 novembre 2009  | Mt. Lemmon Survey      |
| 382105 - | 2011 GO72                | 9 ottobre 2007    | Mt. Lemmon Survey      |
| 382106 - | 2011 GQ76                | 10 ottobre 2007   | CSS                    |
| 382107 - | 2011 HA                  | 24 aprile 2007    | Spacewatch             |
| 382108 - | 2011 HO3                 | 20 novembre 2009  | Spacewatch             |
| 382109 - | 2011 HB15                | 14 ottobre 2004   | Spacewatch             |
| 382110 - | 2011 HJ15                | 16 novembre 2009  | Mt. Lemmon Survey      |
| 382111 - | 2011 HD17                | 11 aprile 2007    | Spacewatch             |
| 382112 - | 2011 HV27                | 3 novembre 2008   | Mt. Lemmon Survey      |
| 382113 - | 2011 HG28                | 8 marzo 2005      | CSS                    |
| 382114 - | 2011 HU32                | 21 ottobre 2007   | Mt. Lemmon Survey      |
| 382115 - | 2011 HG33                | 22 aprile 2007    | Spacewatch             |
| 382116 - | 2011 HV36                | 7 ottobre 2008    | Mt. Lemmon Survey      |
| 382117 - | 2011 HN56                | 20 novembre 2009  | Mt. Lemmon Survey      |
| 382118 - | 2011 HX56                | 21 dicembre 2000  | Pauwels, T.            |
| 382119 - | 2011 HN69                | 9 febbraio 2007   | Spacewatch             |
| 382120 - | 2011 HR74                | 10 marzo 2005     | CSS                    |
| 382121 - | 2011 HG77                | 14 settembre 2007 | Siding Spring Survey   |
| 382122 - | 2011 HD80                | 25 febbraio 2006  | Spacewatch             |
| 382123 - | 2011 HX81                | 30 ottobre 2005   | Mt. Lemmon Survey      |
| 382124 - | 2011 HO84                | 22 settembre 2008 | Spacewatch             |
| 382125 - | 2011 HE91                | 6 ottobre 2008    | Mt. Lemmon Survey      |
| 382126 - | 2011 HP92                | 1º dicembre 2005  | Spacewatch             |
| 382127 - | 2011 HR95                | 22 novembre 2009  | CSS                    |
| 382128 - | 2011 HX100               | 29 ottobre 2008   | Mt. Lemmon Survey      |
| 382129 - | 2011 JV24                | 30 gennaio 2006   | CSS                    |
| 382130 - | 2011 JR27                | 1º novembre 2008  | Mt. Lemmon Survey      |
| 382131 - | 2011 JS30                | 12 ottobre 2007   | CSS                    |
| 382132 - | 2011 KN6                 | 31 gennaio 2006   | Spacewatch             |
| 382133 - | 2011 KP7                 | 2 aprile 2005     | CSS                    |
| 382134 - | 2011 KM12                | 12 novembre 2005  | Spacewatch             |
| 382135 - | 2011 KJ14                | 30 novembre 2008  | Spacewatch             |
| 382136 - | 2011 KN21                | 24 settembre 2008 | CSS                    |
| 382137 - | 2011 KY24                | 27 settembre 2008 | Mt. Lemmon Survey      |
| 382138 - | 2011 KC25                | 16 febbraio 2010  | Mt. Lemmon Survey      |
| 382139 - | 2011 KS27                | 19 ottobre 2000   | Spacewatch             |
| 382140 - | 2011 KS29                | 18 novembre 2008  | Spacewatch             |
| 382141 - | 2011 KE30                | 24 marzo 2006     | Siding Spring Survey   |
| 382142 - | 2011 KE37                | 7 aprile 2006     | CSS                    |
| 382143 - | 2011 KS44                | 21 maggio 2011    | Mt. Lemmon Survey      |
| 382144 - | 2011 KX44                | 4 dicembre 2005   | Spacewatch             |
| 382145 - | 2011 LX7                 | 10 novembre 2004  | Spacewatch             |
| 382146 - | 2011 LT21                | 10 marzo 2005     | Spacewatch             |
| 382147 - | 2011 LU22                | 28 maggio 2010    | WISE                   |
| 382148 - | 2011 MC3                 | 7 marzo 2005      | LINEAR                 |
| 382149 - | 2011 MB5                 | 23 gennaio 2006   | Mt. Lemmon Survey      |
| 382150 - | 2011 QN3                 | 28 luglio 2011    | Pan-STARRS1            |
| 382151 - | 2011 QJ95                | 23 aprile 2010    | WISE                   |
| 382152 - | 2011 UW404               | 10 febbraio 1996  | Spacewatch             |
| 382153 - | 2012 EX14                | 2 novembre 2000   | LINEAR                 |
| 382154 - | 2012 FV60                | 18 aprile 2005    | Spacewatch             |
| 382155 - | 2012 FM67                | 8 febbraio 2008   | Spacewatch             |
| 382156 - | 2012 FD74                | 23 febbraio 2012  | Mt. Lemmon Survey      |
| 382157 - | 2012 GS18                | 18 gennaio 2005   | Spacewatch             |
| 382158 - | 2012 GK33                | 30 settembre 2003 | Spacewatch             |
| 382159 - | 2012 HX2                 | 30 dicembre 2008  | CSS                    |
| 382160 - | 2012 HV39                | 3 giugno 2005     | Spacewatch             |
| 382161 - | 2012 HM41                | 13 febbraio 2011  | Mt. Lemmon Survey      |
| 382162 - | 2012 HP42                | 16 settembre 2003 | Spacewatch             |
| 382163 - | 2012 HZ47                | 10 gennaio 2008   | Spacewatch             |
| 382164 - | 2012 HX49                | 15 settembre 2010 | Mt. Lemmon Survey      |
| 382165 - | 2012 HT63                | 31 dicembre 2005  | Spacewatch             |
| 382166 - | 2012 HY64                | 6 dicembre 2010   | Spacewatch             |
| 382167 - | 2012 HQ73                | 9 ottobre 2010    | CSS                    |
| 382168 - | 2012 HP79                | 29 ottobre 2008   | Spacewatch             |
| 382169 - | 2012 JU13                | 15 gennaio 2005   | Spacewatch             |
| 382170 - | 2012 JB20                | 4 marzo 2005      | Spacewatch             |
| 382171 - | 2012 JB24                | 8 novembre 2010   | Mt. Lemmon Survey      |
| 382172 - | 2012 JX24                | 17 maggio 2009    | Molnar, L. A.          |
| 382173 - | 2012 JC25                | 17 marzo 2005     | Spacewatch             |
| 382174 - | 2012 JJ25                | 28 marzo 2012     | Mt. Lemmon Survey      |
| 382175 - | 2012 JK25                | 11 novembre 2007  | Mt. Lemmon Survey      |
| 382176 - | 2012 JR25                | 11 agosto 2004    | Broughton, J.          |
| 382177 - | 2012 JK33                | 6 maggio 2008     | Mt. Lemmon Survey      |
| 382178 - | 2012 JH43                | 7 ottobre 2002    | Spacewatch             |
| 382179 - | 2012 JQ45                | 30 luglio 2008    | Siding Spring Survey   |
| 382180 - | 2012 JG48                | 27 ottobre 2009   | Spacewatch             |
| 382181 - | 2012 KW4                 | 28 luglio 2009    | CSS                    |
| 382182 - | 2012 KX8                 | 17 gennaio 2007   | Spacewatch             |
| 382183 - | 2012 KG13                | 16 dicembre 2009  | Mt. Lemmon Survey      |
| 382184 - | 2012 KU17                | 30 luglio 2000    | LINEAR                 |
| 382185 - | 2012 KF18                | 18 maggio 2007    | PMO NEO Survey Program |
| 382186 - | 2012 KX26                | 9 marzo 2002      | Spacewatch             |
| 382187 - | 2012 KV31                | 4 febbraio 2005   | Mt. Lemmon Survey      |
| 382188 - | 2012 KL34                | 10 novembre 2004  | Spacewatch             |
| 382189 - | 2012 KA43                | 4 novembre 2005   | Spacewatch             |
| 382190 - | 2012 KJ46                | 26 febbraio 2007  | Mt. Lemmon Survey      |
| 382191 - | 2012 KS50                | 20 settembre 2007 | CSS                    |
| 382192 - | 2012 LZ9                 | 8 gennaio 2011    | Mt. Lemmon Survey      |
| 382193 - | 2012 LC15                | 21 novembre 2008  | Mt. Lemmon Survey      |
| 382194 - | 2012 LK21                | 24 novembre 2006  | Mt. Lemmon Survey      |
| 382195 - | 2012 LY22                | 11 luglio 2004    | LONEOS                 |
| 382196 - | 2012 MN7                 | 4 giugno 2000     | LINEAR                 |
| 382197 - | 2012 OO2                 | 10 febbraio 2002  | LINEAR                 |
| 382198 - | 2012 OC3                 | 10 novembre 2009  | Spacewatch             |
| 382199 - | 2012 OC5                 | 24 novembre 2008  | Spacewatch             |
| 382200 - | 2012 OO5                 | 30 marzo 2011     | CSS                    |

## 382201-382300
| Nome            | Designazione provvisoria | Data di scoperta  | Scopritore               |
| --------------- | ------------------------ | ----------------- | ------------------------ |
| 382201 -        | 2012 OY5                 | 13 luglio 2004    | Siding Spring Survey     |
| 382202 -        | 2012 PB3                 | 10 settembre 2007 | Mt. Lemmon Survey        |
| 382203 -        | 2012 PC8                 | 7 giugno 2010     | WISE                     |
| 382204 -        | 2012 PF8                 | 13 settembre 2007 | CSS                      |
| 382205 -        | 2012 PS11                | 30 gennaio 2004   | Spacewatch               |
| 382206 -        | 2012 PH13                | 10 aprile 2005    | Spacewatch               |
| 382207 -        | 2012 PY14                | 18 marzo 2010     | Mt. Lemmon Survey        |
| 382208 -        | 2012 PA16                | 18 dicembre 2004  | Mt. Lemmon Survey        |
| 382209 -        | 2012 PQ21                | 16 ottobre 2007   | CSS                      |
| 382210 -        | 2012 PY22                | 3 settembre 2007  | CSS                      |
| 382211 -        | 2012 PQ25                | 6 febbraio 2007   | Mt. Lemmon Survey        |
| 382212 -        | 2012 PK26                | 14 ottobre 2007   | CSS                      |
| 382213 -        | 2012 PM33                | 9 novembre 2004   | CSS                      |
| 382214 -        | 2012 PE35                | 23 gennaio 2006   | Spacewatch               |
| 382215 -        | 2012 PN36                | 11 ottobre 2007   | Mt. Lemmon Survey        |
| 382216 -        | 2012 PO38                | 24 ottobre 2005   | Boattini, A.             |
| 382217 -        | 2012 PC42                | 26 gennaio 2006   | Mt. Lemmon Survey        |
| 382218 -        | 2012 QY19                | 12 settembre 2007 | Spacewatch               |
| 382219 -        | 2012 QE21                | 4 marzo 2005      | CSS                      |
| 382220 -        | 2012 QE30                | 1º gennaio 2009   | Spacewatch               |
| 382221 -        | 2012 QD44                | 3 ottobre 2008    | Spacewatch               |
| 382222 -        | 2012 QV47                | 25 aprile 2007    | Spacewatch               |
| 382223 -        | 2012 QV50                | 6 febbraio 2006   | Mt. Lemmon Survey        |
| 382224 -        | 2012 QZ51                | 23 gennaio 2006   | Spacewatch               |
| 382225 -        | 2012 RN5                 | 16 settembre 2003 | Spacewatch               |
| 382226 -        | 2012 RL10                | 21 settembre 2008 | Mt. Lemmon Survey        |
| 382227 -        | 2012 RA12                | 16 gennaio 2004   | Spacewatch               |
| 382228 -        | 2012 RL13                | 7 novembre 2008   | Mt. Lemmon Survey        |
| 382229 -        | 2012 RW13                | 8 marzo 2005      | Mt. Lemmon Survey        |
| 382230 -        | 2012 RN18                | 10 maggio 2005    | Mt. Lemmon Survey        |
| 382231 -        | 2012 RH26                | 23 ottobre 2003   | Spacewatch               |
| 382232 -        | 2012 RZ27                | 19 gennaio 2004   | Spacewatch               |
| 382233 -        | 2012 RY28                | 24 marzo 2006     | Mt. Lemmon Survey        |
| 382234 -        | 2012 RE29                | 20 settembre 2001 | LINEAR                   |
| 382235 -        | 2012 RU30                | 13 ottobre 2007   | LONEOS                   |
| 382236 -        | 2012 SM2                 | 7 ottobre 2007    | Spacewatch               |
| 382237 -        | 2012 SA4                 | 17 aprile 1996    | Spacewatch               |
| 382238 Euphemus | 2012 SN9                 | 8 luglio 2011     | Elenin, L.               |
| 382239 -        | 2012 SR12                | 25 marzo 2006     | Mt. Lemmon Survey        |
| 382240 -        | 2012 SQ20                | 21 ottobre 2007   | Mt. Lemmon Survey        |
| 382241 -        | 2012 SR28                | 8 marzo 2005      | Mt. Lemmon Survey        |
| 382242 -        | 2012 SP34                | 13 settembre 2007 | Mt. Lemmon Survey        |
| 382243 -        | 2012 SV39                | 10 ottobre 2007   | Spacewatch               |
| 382244 -        | 2012 SM40                | 22 aprile 2004    | Spacewatch               |
| 382245 -        | 2012 SU51                | 25 agosto 2001    | Sarounova, L.            |
| 382246 -        | 2012 SZ59                | 19 agosto 2006    | Spacewatch               |
| 382247 -        | 2012 TV3                 | 9 marzo 2005      | Spacewatch               |
| 382248 -        | 2012 TY4                 | 5 ottobre 2012    | Pan-STARRS1              |
| 382249 -        | 2012 TO6                 | 15 novembre 2003  | Spacewatch               |
| 382250 -        | 2012 TL16                | 16 marzo 2004     | Spacewatch               |
| 382251 -        | 2012 TJ25                | 22 settembre 2012 | Spacewatch               |
| 382252 -        | 2012 TE26                | 19 novembre 2007  | Spacewatch               |
| 382253 -        | 2012 TK26                | 16 novembre 2001  | Spacewatch               |
| 382254 -        | 2012 TV26                | 17 dicembre 2003  | Spacewatch               |
| 382255 -        | 2012 TC35                | 4 febbraio 2006   | Spacewatch               |
| 382256 -        | 2012 TU53                | 23 ottobre 2003   | Spacewatch               |
| 382257 -        | 2012 TK59                | 16 dicembre 2007  | Mt. Lemmon Survey        |
| 382258 -        | 2012 TH67                | 14 dicembre 2001  | LINEAR                   |
| 382259 -        | 2012 TR79                | 20 agosto 2011    | Pan-STARRS1              |
| 382260 -        | 2012 TP91                | 25 ottobre 2005   | Spacewatch               |
| 382261 -        | 2012 TQ94                | 4 dicembre 2007   | CSS                      |
| 382262 -        | 2012 TC114               | 18 gennaio 2005   | Boattini, A., Scholl, H. |
| 382263 -        | 2012 TM119               | 28 settembre 2006 | Mt. Lemmon Survey        |
| 382264 -        | 2012 TO124               | 29 agosto 2011    | Pan-STARRS1              |
| 382265 -        | 2012 TF133               | 2 marzo 2006      | Spacewatch               |
| 382266 -        | 2012 TX134               | 13 ottobre 2004   | Spacewatch               |
| 382267 -        | 2012 TT135               | 20 dicembre 2004  | Mt. Lemmon Survey        |
| 382268 -        | 2012 TN147               | 8 dicembre 2004   | LINEAR                   |
| 382269 -        | 2012 TC160               | 9 dicembre 2004   | Spacewatch               |
| 382270 -        | 2012 TA174               | 19 novembre 2007  | Spacewatch               |
| 382271 -        | 2012 TM180               | 14 aprile 2010    | CSS                      |
| 382272 -        | 2012 TT181               | 20 maggio 1999    | Spacewatch               |
| 382273 -        | 2012 TQ197               | 15 dicembre 2001  | LINEAR                   |
| 382274 -        | 2012 TE202               | 16 aprile 2004    | Spacewatch               |
| 382275 -        | 2012 TS204               | 13 aprile 2004    | Spacewatch               |
| 382276 -        | 2012 TO211               | 3 ottobre 2003    | Spacewatch               |
| 382277 -        | 2012 TK218               | 12 marzo 2010     | Spacewatch               |
| 382278 -        | 2012 TL221               | 13 febbraio 2004  | Spacewatch               |
| 382279 -        | 2012 TY225               | 20 marzo 2004     | LINEAR                   |
| 382280 -        | 2012 TW255               | 2 marzo 2006      | Spacewatch               |
| 382281 -        | 2012 TC277               | 9 ottobre 2007    | Mt. Lemmon Survey        |
| 382282 -        | 2012 TL291               | 11 marzo 2005     | Mt. Lemmon Survey        |
| 382283 -        | 2012 TJ297               | 14 aprile 2004    | LONEOS                   |
| 382284 -        | 2012 TN298               | 17 marzo 2004     | Spacewatch               |
| 382285 -        | 2012 TU305               | 20 ottobre 2003   | Spacewatch               |
| 382286 -        | 2012 TE317               | 24 settembre 2006 | LONEOS                   |
| 382287 -        | 2012 TD322               | 9 settembre 2008  | CSS                      |
| 382288 -        | 2012 TN322               | 13 dicembre 2007  | LINEAR                   |
| 382289 -        | 2012 UO3                 | 17 gennaio 2009   | Spacewatch               |
| 382290 -        | 2012 UJ36                | 28 aprile 2004    | Spacewatch               |
| 382291 -        | 2012 UQ61                | 7 maggio 2010     | WISE                     |
| 382292 -        | 2012 UQ104               | 17 settembre 2006 | CSS                      |
| 382293 -        | 2012 UB111               | 19 novembre 2007  | Spacewatch               |
| 382294 -        | 2012 UN160               | 12 settembre 2001 | Spacewatch               |
| 382295 -        | 2012 UW168               | 2 novembre 2007   | Mt. Lemmon Survey        |
| 382296 -        | 2012 VD39                | 5 settembre 2007  | CSS                      |
| 382297 -        | 2012 VO43                | 22 febbraio 2010  | WISE                     |
| 382298 -        | 2012 VS47                | 11 novembre 2001  | Spacewatch               |
| 382299 -        | 2012 VJ65                | 19 settembre 2006 | CSS                      |
| 382300 -        | 2012 VP77                | 19 aprile 2006    | Spacewatch               |

## 382301-382400
| Nome     | Designazione provvisoria | Data di scoperta  | Scopritore                                                |
| -------- | ------------------------ | ----------------- | --------------------------------------------------------- |
| 382301 - | 2012 VH97                | 31 agosto 2000    | Spacewatch                                                |
| 382302 - | 2012 VZ112               | 16 settembre 2006 | CSS                                                       |
| 382303 - | 2013 BO1                 | 23 dicembre 2000  | Spacewatch                                                |
| 382304 - | 2013 OQ5                 | 25 settembre 2009 | CSS                                                       |
| 382305 - | 2013 PV                  | 6 ottobre 2008    | Mt. Lemmon Survey                                         |
| 382306 - | 2013 PL10                | 23 settembre 2008 | Mt. Lemmon Survey                                         |
| 382307 - | 2013 PS10                | 21 settembre 2008 | Spacewatch                                                |
| 382308 - | 2013 PD12                | 15 dicembre 2004  | LINEAR                                                    |
| 382309 - | 2013 PA34                | 27 settembre 2007 | Mt. Lemmon Survey                                         |
| 382310 - | 2013 PG49                | 18 dicembre 2004  | Mt. Lemmon Survey                                         |
| 382311 - | 2013 QZ76                | 25 dicembre 1998  | Spacewatch                                                |
| 382312 - | 2013 RX32                | 26 marzo 2008     | Mt. Lemmon Survey                                         |
| 382313 - | 2013 RS60                | 22 ottobre 2009   | Mt. Lemmon Survey                                         |
| 382314 - | 2013 RK63                | 13 maggio 2005    | Mt. Lemmon Survey                                         |
| 382315 - | 2013 RO85                | 27 dicembre 2000  | Spacewatch                                                |
| 382316 - | 2013 RK97                | 11 novembre 2004  | Spacewatch                                                |
| 382317 - | 2013 SH27                | 14 aprile 2005    | Spacewatch                                                |
| 382318 - | 2013 SX29                | 28 agosto 2006    | CSS                                                       |
| 382319 - | 2013 SL39                | 10 marzo 2007     | Spacewatch                                                |
| 382320 - | 2013 SS51                | 25 novembre 2006  | Mt. Lemmon Survey                                         |
| 382321 - | 2013 TR2                 | 11 novembre 2004  | Spacewatch                                                |
| 382322 - | 2013 TT2                 | 8 ottobre 2007    | CSS                                                       |
| 382323 - | 2013 TW3                 | 11 aprile 2007    | Spacewatch                                                |
| 382324 - | 2013 TM7                 | 6 aprile 2011     | Mt. Lemmon Survey                                         |
| 382325 - | 2013 TH9                 | 8 settembre 2007  | LONEOS                                                    |
| 382326 - | 2013 TA12                | 8 ottobre 2004    | LINEAR                                                    |
| 382327 - | 2013 TH28                | 25 febbraio 2006  | Spacewatch                                                |
| 382328 - | 2013 TQ28                | 10 aprile 2005    | Spacewatch                                                |
| 382329 - | 2013 TX29                | 10 ottobre 1999   | LINEAR                                                    |
| 382330 - | 2013 TY29                | 25 settembre 2008 | Mt. Lemmon Survey                                         |
| 382331 - | 2013 TF30                | 8 settembre 2000  | Spacewatch                                                |
| 382332 - | 2013 TP30                | 19 settembre 1995 | Spacewatch                                                |
| 382333 - | 2013 TT30                | 12 settembre 2007 | CSS                                                       |
| 382334 - | 2013 TZ31                | 11 novembre 2006  | Spacewatch                                                |
| 382335 - | 2013 TT32                | 27 novembre 2009  | Mt. Lemmon Survey                                         |
| 382336 - | 2013 TV32                | 12 ottobre 1998   | Spacewatch                                                |
| 382337 - | 2013 TC33                | 4 febbraio 2011   | Pan-STARRS1                                               |
| 382338 - | 2013 TA39                | 13 ottobre 1998   | Spacewatch                                                |
| 382339 - | 2013 TW50                | 19 novembre 2009  | Spacewatch                                                |
| 382340 - | 2013 TB51                | 1º febbraio 2006  | Mt. Lemmon Survey                                         |
| 382341 - | 2013 TZ52                | 20 settembre 2003 | Spacewatch                                                |
| 382342 - | 2013 TN53                | 16 gennaio 2005   | Spacewatch                                                |
| 382343 - | 2013 TT53                | 4 ottobre 2004    | Spacewatch                                                |
| 382344 - | 2013 TW55                | 14 aprile 2004    | Bickel, W.                                                |
| 382345 - | 2013 TH62                | 20 febbraio 2006  | Spacewatch                                                |
| 382346 - | 2013 TJ65                | 8 agosto 2004     | LINEAR                                                    |
| 382347 - | 2013 TN71                | 29 settembre 2008 | Mt. Lemmon Survey                                         |
| 382348 - | 2013 TC73                | 14 settembre 2006 | CSS                                                       |
| 382349 - | 2013 TM73                | 9 ottobre 2004    | LONEOS                                                    |
| 382350 - | 2013 TM75                | 22 settembre 2009 | Mt. Lemmon Survey                                         |
| 382351 - | 2013 TS75                | 9 settembre 1996  | Spacewatch                                                |
| 382352 - | 2013 TF76                | 14 giugno 2007    | Spacewatch                                                |
| 382353 - | 2013 TQ76                | 13 dicembre 2006  | Spacewatch                                                |
| 382354 - | 2013 TT78                | 27 settembre 2009 | Spacewatch                                                |
| 382355 - | 2013 TJ84                | 10 aprile 2005    | Spacewatch                                                |
| 382356 - | 2013 TO84                | 4 ottobre 2004    | Spacewatch                                                |
| 382357 - | 2013 TP89                | 7 ottobre 2004    | Spacewatch                                                |
| 382358 - | 2013 TZ89                | 16 febbraio 2004  | LINEAR                                                    |
| 382359 - | 2013 TO93                | 16 febbraio 2001  | Spacewatch                                                |
| 382360 - | 2013 TP93                | 1º settembre 2003 | LINEAR                                                    |
| 382361 - | 2013 TR94                | 5 luglio 2005     | Mt. Lemmon Survey                                         |
| 382362 - | 2013 TS94                | 22 maggio 2006    | Spacewatch                                                |
| 382363 - | 2013 TT94                | 25 agosto 2003    | LINEAR                                                    |
| 382364 - | 2013 TZ94                | 3 ottobre 2008    | Mt. Lemmon Survey                                         |
| 382365 - | 2013 TD98                | 3 marzo 2006      | Spacewatch                                                |
| 382366 - | 2013 TP98                | 25 ottobre 2005   | CSS                                                       |
| 382367 - | 2013 TT98                | 23 luglio 1993    | Spacewatch                                                |
| 382368 - | 2013 TX98                | 10 dicembre 2004  | Spacewatch                                                |
| 382369 - | 2013 TZ98                | 31 marzo 2008     | Mt. Lemmon Survey                                         |
| 382370 - | 2013 TF99                | 27 gennaio 2007   | Mt. Lemmon Survey                                         |
| 382371 - | 2013 TU101               | 22 febbraio 2006  | Mt. Lemmon Survey                                         |
| 382372 - | 2013 TU102               | 11 ottobre 2004   | Spacewatch                                                |
| 382373 - | 2013 TY103               | 30 gennaio 2011   | Pan-STARRS1                                               |
| 382374 - | 2013 TV107               | 20 ottobre 2006   | Mt. Lemmon Survey                                         |
| 382375 - | 2013 TB108               | 28 gennaio 2007   | Mt. Lemmon Survey                                         |
| 382376 - | 2013 TO109               | 20 settembre 2009 | Mt. Lemmon Survey                                         |
| 382377 - | 2013 TB110               | 2 febbraio 1997   | Spacewatch                                                |
| 382378 - | 2013 TW113               | 24 marzo 2006     | Spacewatch                                                |
| 382379 - | 2013 TA115               | 26 novembre 2009  | CSS                                                       |
| 382380 - | 2013 TE120               | 3 novembre 2000   | LINEAR                                                    |
| 382381 - | 2013 TU121               | 28 settembre 2003 | Spacewatch                                                |
| 382382 - | 2013 TA122               | 9 ottobre 2004    | Spacewatch                                                |
| 382383 - | 2013 TE122               | 12 aprile 2005    | Mt. Lemmon Survey                                         |
| 382384 - | 2013 TF122               | 7 maggio 2005     | Mt. Lemmon Survey                                         |
| 382385 - | 2013 TR122               | 3 ottobre 1999    | Spacewatch                                                |
| 382386 - | 2013 TX124               | 17 giugno 2005    | Mt. Lemmon Survey                                         |
| 382387 - | 2013 TY126               | 13 febbraio 2004  | Spacewatch                                                |
| 382388 - | 2013 TP127               | 11 ottobre 1977   | van Houten, C. J., van Houten-Groeneveld, I., Gehrels, T. |
| 382389 - | 2013 TL129               | 4 dicembre 2008   | Spacewatch                                                |
| 382390 - | 2013 TC130               | 30 marzo 2012     | Spacewatch                                                |
| 382391 - | 2013 TS136               | 24 settembre 2000 | LINEAR                                                    |
| 382392 - | 2013 TT144               | 19 dicembre 2003  | Spacewatch                                                |
| 382393 - | 2013 VX11                | 30 gennaio 2009   | CSS                                                       |
| 382394 - | 3549 P-L                 | 17 ottobre 1960   | van Houten, C. J., van Houten-Groeneveld, I., Gehrels, T. |
| 382395 - | 1990 SM                  | 22 settembre 1990 | McNaught, R. H., McKenzie, P.                             |
| 382396 - | 1991 TB16                | 6 ottobre 1991    | Lowe, A.                                                  |
| 382397 - | 1991 VH8                 | 4 novembre 1991   | Spacewatch                                                |
| 382398 - | 1994 SU8                 | 28 settembre 1994 | Spacewatch                                                |
| 382399 - | 1994 SB10                | 28 settembre 1994 | Spacewatch                                                |
| 382400 - | 1994 SJ10                | 28 settembre 1994 | Spacewatch                                                |

## 382401-382500
| Nome     | Designazione provvisoria | Data di scoperta  | Scopritore               |
| -------- | ------------------------ | ----------------- | ------------------------ |
| 382401 - | 1994 UK3                 | 26 ottobre 1994   | Spacewatch               |
| 382402 - | 1995 PR                  | 4 agosto 1995     | AMOS                     |
| 382403 - | 1995 SN43                | 25 settembre 1995 | Spacewatch               |
| 382404 - | 1995 SK72                | 20 settembre 1995 | Spacewatch               |
| 382405 - | 1995 WQ24                | 18 novembre 1995  | Spacewatch               |
| 382406 - | 1996 AJ1                 | 12 gennaio 1996   | Spacewatch               |
| 382407 - | 1996 TE5                 | 8 ottobre 1996    | Comba, P. G.             |
| 382408 - | 1996 TJ45                | 7 ottobre 1996    | Spacewatch               |
| 382409 - | 1996 TJ46                | 10 ottobre 1996   | Spacewatch               |
| 382410 - | 1996 VF18                | 6 novembre 1996   | Spacewatch               |
| 382411 - | 1997 EP8                 | 2 marzo 1997      | Spacewatch               |
| 382412 - | 1997 SZ3                 | 25 settembre 1997 | Goretti, V.              |
| 382413 - | 1997 WT12                | 23 novembre 1997  | Spacewatch               |
| 382414 - | 1998 BC39                | 29 gennaio 1998   | Spacewatch               |
| 382415 - | 1998 FJ124               | 24 marzo 1998     | LINEAR                   |
| 382416 - | 1998 KU11                | 23 maggio 1998    | Spacewatch               |
| 382417 - | 1998 OF9                 | 26 luglio 1998    | Elst, E. W.              |
| 382418 - | 1998 QN                  | 17 agosto 1998    | LINEAR                   |
| 382419 - | 1998 RQ9                 | 13 settembre 1998 | Spacewatch               |
| 382420 - | 1998 RC13                | 14 settembre 1998 | Spacewatch               |
| 382421 - | 1998 SJ53                | 30 settembre 1998 | Spacewatch               |
| 382422 - | 1998 TZ3                 | 12 ottobre 1998   | Spacewatch               |
| 382423 - | 1998 TM27                | 15 ottobre 1998   | Spacewatch               |
| 382424 - | 1998 VS3                 | 10 novembre 1998  | ODAS                     |
| 382425 - | 1998 YQ21                | 26 dicembre 1998  | Spacewatch               |
| 382426 - | 1999 AO14                | 8 gennaio 1999    | Spacewatch               |
| 382427 - | 1999 CF3                 | 9 febbraio 1999   | Offutt, W.               |
| 382428 - | 1999 CR11                | 12 febbraio 1999  | LINEAR                   |
| 382429 - | 1999 FD73                | 20 marzo 1999     | Sloan Digital Sky Survey |
| 382430 - | 1999 RG41                | 13 settembre 1999 | LINEAR                   |
| 382431 - | 1999 RO102               | 8 settembre 1999  | LINEAR                   |
| 382432 - | 1999 RY187               | 9 settembre 1999  | LINEAR                   |
| 382433 - | 1999 TZ51                | 4 ottobre 1999    | Spacewatch               |
| 382434 - | 1999 TD72                | 9 ottobre 1999    | Spacewatch               |
| 382435 - | 1999 TW125               | 4 ottobre 1999    | LINEAR                   |
| 382436 - | 1999 TA188               | 12 ottobre 1999   | LINEAR                   |
| 382437 - | 1999 TF212               | 15 ottobre 1999   | LINEAR                   |
| 382438 - | 1999 TK271               | 3 ottobre 1999    | LINEAR                   |
| 382439 - | 1999 TA316               | 9 ottobre 1999    | Spacewatch               |
| 382440 - | 1999 VV14                | 2 novembre 1999   | Spacewatch               |
| 382441 - | 1999 VF181               | 9 novembre 1999   | LINEAR                   |
| 382442 - | 1999 VV214               | 1º novembre 1999  | Spacewatch               |
| 382443 - | 1999 XV112               | 11 dicembre 1999  | LINEAR                   |
| 382444 - | 1999 YK2                 | 16 dicembre 1999  | Spacewatch               |
| 382445 - | 1999 YB14                | 31 dicembre 1999  | Spacewatch               |
| 382446 - | 2000 BW27                | 30 gennaio 2000   | LINEAR                   |
| 382447 - | 2000 DZ36                | 25 febbraio 2000  | CSS                      |
| 382448 - | 2000 KU1                 | 26 maggio 2000    | Comba, P. G.             |
| 382449 - | 2000 NH1                 | 3 luglio 2000     | Spacewatch               |
| 382450 - | 2000 OT30                | 30 luglio 2000    | LINEAR                   |
| 382451 - | 2000 PJ27                | 3 agosto 2000     | Spacewatch               |
| 382452 - | 2000 QS9                 | 24 agosto 2000    | Bickel, W.               |
| 382453 - | 2000 QY15                | 24 agosto 2000    | LINEAR                   |
| 382454 - | 2000 QX67                | 28 agosto 2000    | LINEAR                   |
| 382455 - | 2000 QD68                | 28 agosto 2000    | LINEAR                   |
| 382456 - | 2000 QV84                | 25 agosto 2000    | LINEAR                   |
| 382457 - | 2000 QO122               | 25 agosto 2000    | LINEAR                   |
| 382458 - | 2000 RV74                | 3 settembre 2000  | LINEAR                   |
| 382459 - | 2000 ST20                | 23 settembre 2000 | LINEAR                   |
| 382460 - | 2000 SX47                | 23 settembre 2000 | LINEAR                   |
| 382461 - | 2000 SS66                | 24 settembre 2000 | LINEAR                   |
| 382462 - | 2000 SM89                | 28 settembre 2000 | LINEAR                   |
| 382463 - | 2000 SG90                | 22 settembre 2000 | LINEAR                   |
| 382464 - | 2000 SA95                | 23 settembre 2000 | LINEAR                   |
| 382465 - | 2000 SX199               | 24 settembre 2000 | LINEAR                   |
| 382466 - | 2000 SW223               | 27 settembre 2000 | LINEAR                   |
| 382467 - | 2000 SF279               | 30 settembre 2000 | LINEAR                   |
| 382468 - | 2000 SW302               | 28 settembre 2000 | LINEAR                   |
| 382469 - | 2000 TQ23                | 21 settembre 2000 | Spacewatch               |
| 382470 - | 2000 TO26                | 2 ottobre 2000    | LINEAR                   |
| 382471 - | 2000 US19                | 31 ottobre 2000   | Roe, J. M.               |
| 382472 - | 2000 UY29                | 25 ottobre 2000   | LINEAR                   |
| 382473 - | 2000 UN52                | 24 ottobre 2000   | LINEAR                   |
| 382474 - | 2000 VF58                | 3 novembre 2000   | LINEAR                   |
| 382475 - | 2000 WG116               | 20 novembre 2000  | LINEAR                   |
| 382476 - | 2000 WC190               | 18 novembre 2000  | LONEOS                   |
| 382477 - | 2000 WA192               | 19 novembre 2000  | LONEOS                   |
| 382478 - | 2000 XB37                | 5 dicembre 2000   | LINEAR                   |
| 382479 - | 2000 XM40                | 5 dicembre 2000   | LINEAR                   |
| 382480 - | 2000 YD1                 | 16 dicembre 2000  | Spacewatch               |
| 382481 - | 2000 YT4                 | 20 dicembre 2000  | Spacewatch               |
| 382482 - | 2001 AF6                 | 2 gennaio 2001    | LINEAR                   |
| 382483 - | 2001 AK17                | 2 gennaio 2001    | LINEAR                   |
| 382484 - | 2001 AO25                | 5 gennaio 2001    | LINEAR                   |
| 382485 - | 2001 BL3                 | 17 gennaio 2001   | LINEAR                   |
| 382486 - | 2001 CX19                | 3 febbraio 2001   | Comba, P. G.             |
| 382487 - | 2001 DQ58                | 18 febbraio 2001  | NEAT                     |
| 382488 - | 2001 DE79                | 22 febbraio 2001  | LINEAR                   |
| 382489 - | 2001 FW108               | 18 marzo 2001     | LINEAR                   |
| 382490 - | 2001 GU8                 | 16 febbraio 2001  | LINEAR                   |
| 382491 - | 2001 NW17                | 3 luglio 2001     | NEAT                     |
| 382492 - | 2001 OQ16                | 22 luglio 2001    | NEAT                     |
| 382493 - | 2001 PF10                | 8 agosto 2001     | NEAT                     |
| 382494 - | 2001 PX45                | 12 agosto 2001    | NEAT                     |
| 382495 - | 2001 QH1                 | 16 agosto 2001    | LINEAR                   |
| 382496 - | 2001 QX110               | 24 agosto 2001    | Kusnirak, P., Pravec, P. |
| 382497 - | 2001 QT129               | 20 agosto 2001    | LINEAR                   |
| 382498 - | 2001 QM150               | 26 agosto 2001    | Comba, P. G.             |
| 382499 - | 2001 QV175               | 23 agosto 2001    | Spacewatch               |
| 382500 - | 2001 QV214               | 23 agosto 2001    | LONEOS                   |

## 382501-382600
| Nome     | Designazione provvisoria | Data di scoperta  | Scopritore                 |
| -------- | ------------------------ | ----------------- | -------------------------- |
| 382501 - | 2001 QW280               | 19 agosto 2001    | LINEAR                     |
| 382502 - | 2001 RR5                 | 9 settembre 2001  | Yeung, W. K. Y.            |
| 382503 - | 2001 RE8                 | 8 settembre 2001  | LINEAR                     |
| 382504 - | 2001 RP19                | 7 settembre 2001  | LINEAR                     |
| 382505 - | 2001 RF56                | 12 settembre 2001 | LINEAR                     |
| 382506 - | 2001 RU127               | 12 settembre 2001 | LINEAR                     |
| 382507 - | 2001 SN1                 | 17 settembre 2001 | Yeung, W. K. Y.            |
| 382508 - | 2001 SX7                 | 18 settembre 2001 | Spacewatch                 |
| 382509 - | 2001 SC14                | 16 settembre 2001 | LINEAR                     |
| 382510 - | 2001 SK18                | 16 settembre 2001 | LINEAR                     |
| 382511 - | 2001 SV24                | 16 settembre 2001 | LINEAR                     |
| 382512 - | 2001 SL30                | 16 settembre 2001 | LINEAR                     |
| 382513 - | 2001 SR89                | 20 settembre 2001 | LINEAR                     |
| 382514 - | 2001 ST102               | 20 settembre 2001 | LINEAR                     |
| 382515 - | 2001 SQ103               | 20 settembre 2001 | LINEAR                     |
| 382516 - | 2001 SE123               | 16 settembre 2001 | LINEAR                     |
| 382517 - | 2001 SY127               | 16 settembre 2001 | LINEAR                     |
| 382518 - | 2001 SG156               | 17 settembre 2001 | LINEAR                     |
| 382519 - | 2001 SO172               | 16 settembre 2001 | LINEAR                     |
| 382520 - | 2001 SZ173               | 16 settembre 2001 | LINEAR                     |
| 382521 - | 2001 SB190               | 19 settembre 2001 | LINEAR                     |
| 382522 - | 2001 SS212               | 19 settembre 2001 | LINEAR                     |
| 382523 - | 2001 SZ227               | 19 settembre 2001 | LINEAR                     |
| 382524 - | 2001 SA230               | 19 settembre 2001 | LINEAR                     |
| 382525 - | 2001 SU247               | 19 settembre 2001 | LINEAR                     |
| 382526 - | 2001 SY264               | 25 settembre 2001 | Yeung, W. K. Y.            |
| 382527 - | 2001 SN269               | 19 settembre 2001 | Spacewatch                 |
| 382528 - | 2001 SU303               | 20 settembre 2001 | LINEAR                     |
| 382529 - | 2001 SE313               | 21 settembre 2001 | LINEAR                     |
| 382530 - | 2001 SG332               | 19 settembre 2001 | Spacewatch                 |
| 382531 - | 2001 TK47                | 14 ottobre 2001   | Asiago-DLR Asteroid Survey |
| 382532 - | 2001 TA53                | 13 ottobre 2001   | LINEAR                     |
| 382533 - | 2001 TZ57                | 13 ottobre 2001   | LINEAR                     |
| 382534 - | 2001 TM147               | 10 ottobre 2001   | NEAT                       |
| 382535 - | 2001 TM156               | 14 ottobre 2001   | Spacewatch                 |
| 382536 - | 2001 TR158               | 11 ottobre 2001   | NEAT                       |
| 382537 - | 2001 TF159               | 11 ottobre 2001   | NEAT                       |
| 382538 - | 2001 TP173               | 14 ottobre 2001   | LINEAR                     |
| 382539 - | 2001 TM178               | 14 ottobre 2001   | LINEAR                     |
| 382540 - | 2001 TS223               | 14 ottobre 2001   | LINEAR                     |
| 382541 - | 2001 TG239               | 15 ottobre 2001   | NEAT                       |
| 382542 - | 2001 UJ28                | 16 ottobre 2001   | LINEAR                     |
| 382543 - | 2001 UH41                | 17 ottobre 2001   | LINEAR                     |
| 382544 - | 2001 UY79                | 20 ottobre 2001   | LINEAR                     |
| 382545 - | 2001 UF106               | 20 ottobre 2001   | LINEAR                     |
| 382546 - | 2001 UR126               | 17 ottobre 2001   | LINEAR                     |
| 382547 - | 2001 UQ129               | 20 ottobre 2001   | LINEAR                     |
| 382548 - | 2001 UP182               | 16 ottobre 2001   | LINEAR                     |
| 382549 - | 2001 UK186               | 17 ottobre 2001   | LINEAR                     |
| 382550 - | 2001 UP209               | 20 ottobre 2001   | NEAT                       |
| 382551 - | 2001 VO1                 | 9 novembre 2001   | NEAT                       |
| 382552 - | 2001 VT53                | 10 novembre 2001  | LINEAR                     |
| 382553 - | 2001 VM69                | 15 ottobre 2001   | LINEAR                     |
| 382554 - | 2001 VG111               | 12 novembre 2001  | LINEAR                     |
| 382555 - | 2001 VX117               | 12 novembre 2001  | LINEAR                     |
| 382556 - | 2001 VF124               | 9 novembre 2001   | LINEAR                     |
| 382557 - | 2001 WQ64                | 20 novembre 2001  | LINEAR                     |
| 382558 - | 2001 XO34                | 9 dicembre 2001   | LINEAR                     |
| 382559 - | 2001 XW159               | 14 dicembre 2001  | LINEAR                     |
| 382560 - | 2001 XG215               | 13 dicembre 2001  | LINEAR                     |
| 382561 - | 2001 XL218               | 15 dicembre 2001  | LINEAR                     |
| 382562 - | 2001 XE243               | 14 dicembre 2001  | LINEAR                     |
| 382563 - | 2001 XQ264               | 14 dicembre 2001  | LINEAR                     |
| 382564 - | 2001 YA37                | 18 dicembre 2001  | LINEAR                     |
| 382565 - | 2002 AM40                | 9 gennaio 2002    | LINEAR                     |
| 382566 - | 2002 AK50                | 9 gennaio 2002    | LINEAR                     |
| 382567 - | 2002 AB53                | 9 gennaio 2002    | LINEAR                     |
| 382568 - | 2002 AA55                | 9 gennaio 2002    | LINEAR                     |
| 382569 - | 2002 AX67                | 9 gennaio 2002    | Spacewatch                 |
| 382570 - | 2002 AM86                | 9 gennaio 2002    | LINEAR                     |
| 382571 - | 2002 AY126               | 13 gennaio 2002   | LINEAR                     |
| 382572 - | 2002 AJ149               | 14 gennaio 2002   | LINEAR                     |
| 382573 - | 2002 AK174               | 14 gennaio 2002   | LINEAR                     |
| 382574 - | 2002 AQ195               | 13 gennaio 2002   | Spacewatch                 |
| 382575 - | 2002 BT12                | 20 gennaio 2002   | Spacewatch                 |
| 382576 - | 2002 BX26                | 17 gennaio 2002   | NEAT                       |
| 382577 - | 2002 CY67                | 7 febbraio 2002   | LINEAR                     |
| 382578 - | 2002 CJ97                | 7 febbraio 2002   | LINEAR                     |
| 382579 - | 2002 CZ126               | 7 febbraio 2002   | LINEAR                     |
| 382580 - | 2002 CR150               | 10 febbraio 2002  | LINEAR                     |
| 382581 - | 2002 CS150               | 10 febbraio 2002  | LINEAR                     |
| 382582 - | 2002 CX152               | 11 febbraio 2002  | LINEAR                     |
| 382583 - | 2002 CQ166               | 8 febbraio 2002   | LINEAR                     |
| 382584 - | 2002 CP194               | 10 febbraio 2002  | LINEAR                     |
| 382585 - | 2002 CM207               | 10 febbraio 2002  | LINEAR                     |
| 382586 - | 2002 CC214               | 10 febbraio 2002  | LINEAR                     |
| 382587 - | 2002 CL229               | 8 febbraio 2002   | Spacewatch                 |
| 382588 - | 2002 CE234               | 12 febbraio 2002  | NEAT                       |
| 382589 - | 2002 CW261               | 5 febbraio 2002   | NEAT                       |
| 382590 - | 2002 CJ288               | 10 febbraio 2002  | LINEAR                     |
| 382591 - | 2002 CT301               | 12 febbraio 2002  | LINEAR                     |
| 382592 - | 2002 CO302               | 12 febbraio 2002  | LINEAR                     |
| 382593 - | 2002 CB306               | 4 febbraio 2002   | NEAT                       |
| 382594 - | 2002 DH17                | 20 febbraio 2002  | LONEOS                     |
| 382595 - | 2002 DD18                | 20 febbraio 2002  | LINEAR                     |
| 382596 - | 2002 EY1                 | 5 marzo 2002      | Clingan, R.                |
| 382597 - | 2002 EL57                | 13 marzo 2002     | LINEAR                     |
| 382598 - | 2002 EG96                | 10 marzo 2002     | Spacewatch                 |
| 382599 - | 2002 EL111               | 9 marzo 2002      | LONEOS                     |
| 382600 - | 2002 EG122               | 12 marzo 2002     | NEAT                       |

## 382601-382700
| Nome     | Designazione provvisoria | Data di scoperta  | Scopritore               |
| -------- | ------------------------ | ----------------- | ------------------------ |
| 382601 - | 2002 EK124               | 12 marzo 2002     | Spacewatch               |
| 382602 - | 2002 GW11                | 15 aprile 2002    | Yeung, W. K. Y.          |
| 382603 - | 2002 GA68                | 8 aprile 2002     | NEAT                     |
| 382604 - | 2002 GC75                | 9 aprile 2002     | NEAT                     |
| 382605 - | 2002 GU85                | 10 aprile 2002    | NEAT                     |
| 382606 - | 2002 JY3                 | 5 maggio 2002     | LINEAR                   |
| 382607 - | 2002 JA108               | 14 maggio 2002    | NEAT                     |
| 382608 - | 2002 LW22                | 8 giugno 2002     | LINEAR                   |
| 382609 - | 2002 LQ29                | 9 giugno 2002     | NEAT                     |
| 382610 - | 2002 LJ30                | 1º giugno 2002    | NEAT                     |
| 382611 - | 2002 NA16                | 5 luglio 2002     | LINEAR                   |
| 382612 - | 2002 NH48                | 14 luglio 2002    | NEAT                     |
| 382613 - | 2002 NW61                | 13 luglio 2002    | LINEAR                   |
| 382614 - | 2002 NN70                | 9 luglio 2002     | NEAT                     |
| 382615 - | 2002 NM71                | 8 luglio 2002     | NEAT                     |
| 382616 - | 2002 OX7                 | 21 luglio 2002    | NEAT                     |
| 382617 - | 2002 OK20                | 28 luglio 2002    | NEAT                     |
| 382618 - | 2002 OL34                | 29 luglio 2002    | NEAT                     |
| 382619 - | 2002 PB31                | 6 agosto 2002     | NEAT                     |
| 382620 - | 2002 PX32                | 6 agosto 2002     | NEAT                     |
| 382621 - | 2002 PS78                | 11 agosto 2002    | NEAT                     |
| 382622 - | 2002 PF88                | 12 agosto 2002    | LINEAR                   |
| 382623 - | 2002 PE113               | 12 agosto 2002    | LINEAR                   |
| 382624 - | 2002 PY124               | 13 agosto 2002    | LONEOS                   |
| 382625 - | 2002 PC130               | 7 agosto 2002     | NEAT                     |
| 382626 - | 2002 PU153               | 8 agosto 2002     | NEAT                     |
| 382627 - | 2002 PB167               | 8 agosto 2002     | NEAT                     |
| 382628 - | 2002 PA182               | 15 agosto 2002    | NEAT                     |
| 382629 - | 2002 PA190               | 15 agosto 2002    | NEAT                     |
| 382630 - | 2002 QC9                 | 19 agosto 2002    | NEAT                     |
| 382631 - | 2002 QQ14                | 26 agosto 2002    | NEAT                     |
| 382632 - | 2002 QN21                | 26 agosto 2002    | NEAT                     |
| 382633 - | 2002 QP75                | 18 agosto 2002    | NEAT                     |
| 382634 - | 2002 QJ82                | 30 agosto 2002    | NEAT                     |
| 382635 - | 2002 QB86                | 17 agosto 2002    | NEAT                     |
| 382636 - | 2002 QP103               | 18 agosto 2002    | NEAT                     |
| 382637 - | 2002 QO114               | 28 agosto 2002    | NEAT                     |
| 382638 - | 2002 QJ134               | 30 agosto 2002    | NEAT                     |
| 382639 - | 2002 QX137               | 17 agosto 2002    | NEAT                     |
| 382640 - | 2002 QH140               | 20 agosto 2002    | NEAT                     |
| 382641 - | 2002 RX5                 | 4 settembre 2002  | NEAT                     |
| 382642 - | 2002 RP53                | 5 settembre 2002  | LINEAR                   |
| 382643 - | 2002 RT126               | 9 settembre 2002  | NEAT                     |
| 382644 - | 2002 RC134               | 10 settembre 2002 | NEAT                     |
| 382645 - | 2002 RE142               | 11 settembre 2002 | NEAT                     |
| 382646 - | 2002 RN175               | 13 settembre 2002 | NEAT                     |
| 382647 - | 2002 RB178               | 13 settembre 2002 | NEAT                     |
| 382648 - | 2002 RC188               | 12 settembre 2002 | NEAT                     |
| 382649 - | 2002 RJ215               | 13 settembre 2002 | LINEAR                   |
| 382650 - | 2002 RW271               | 4 settembre 2002  | NEAT                     |
| 382651 - | 2002 RB280               | 14 settembre 2002 | NEAT                     |
| 382652 - | 2002 SS3                 | 26 settembre 2002 | NEAT                     |
| 382653 - | 2002 SV11                | 27 settembre 2002 | NEAT                     |
| 382654 - | 2002 SS46                | 29 settembre 2002 | NEAT                     |
| 382655 - | 2002 SY63                | 27 settembre 2002 | NEAT                     |
| 382656 - | 2002 SW67                | 26 settembre 2002 | NEAT                     |
| 382657 - | 2002 TD9                 | 1º ottobre 2002   | Crni Vrh                 |
| 382658 - | 2002 TU24                | 2 ottobre 2002    | LINEAR                   |
| 382659 - | 2002 TK61                | 3 ottobre 2002    | CINEOS                   |
| 382660 - | 2002 TK80                | 1º ottobre 2002   | LONEOS                   |
| 382661 - | 2002 TT88                | 3 ottobre 2002    | NEAT                     |
| 382662 - | 2002 TL94                | 3 ottobre 2002    | LINEAR                   |
| 382663 - | 2002 TB98                | 1º ottobre 1995   | Spacewatch               |
| 382664 - | 2002 TD101               | 4 ottobre 2002    | LINEAR                   |
| 382665 - | 2002 TG101               | 4 ottobre 2002    | LINEAR                   |
| 382666 - | 2002 TL101               | 4 ottobre 2002    | LINEAR                   |
| 382667 - | 2002 TZ107               | 1º ottobre 2002   | LONEOS                   |
| 382668 - | 2002 TG121               | 3 ottobre 2002    | NEAT                     |
| 382669 - | 2002 TA126               | 4 ottobre 2002    | NEAT                     |
| 382670 - | 2002 TQ147               | 4 ottobre 2002    | NEAT                     |
| 382671 - | 2002 TQ155               | 5 ottobre 2002    | NEAT                     |
| 382672 - | 2002 TG205               | 4 ottobre 2002    | LINEAR                   |
| 382673 - | 2002 TP210               | 7 ottobre 2002    | LINEAR                   |
| 382674 - | 2002 TH224               | 8 ottobre 2002    | LONEOS                   |
| 382675 - | 2002 TG286               | 10 ottobre 2002   | LINEAR                   |
| 382676 - | 2002 TL287               | 10 ottobre 2002   | LINEAR                   |
| 382677 - | 2002 TG314               | 4 ottobre 2002    | Sloan Digital Sky Survey |
| 382678 - | 2002 TT346               | 5 ottobre 2002    | Sloan Digital Sky Survey |
| 382679 - | 2002 TP370               | 10 ottobre 2002   | Sloan Digital Sky Survey |
| 382680 - | 2002 TO381               | 9 ottobre 2002    | NEAT                     |
| 382681 - | 2002 UD4                 | 28 ottobre 2002   | LINEAR                   |
| 382682 - | 2002 UK51                | 29 ottobre 2002   | Sloan Digital Sky Survey |
| 382683 - | 2002 UL60                | 29 ottobre 2002   | Sloan Digital Sky Survey |
| 382684 - | 2002 UJ71                | 16 ottobre 2002   | NEAT                     |
| 382685 - | 2002 UW75                | 31 ottobre 2002   | NEAT                     |
| 382686 - | 2002 VZ14                | 6 novembre 2002   | Needville                |
| 382687 - | 2002 VH25                | 5 novembre 2002   | LINEAR                   |
| 382688 - | 2002 VH26                | 5 novembre 2002   | LINEAR                   |
| 382689 - | 2002 VK27                | 5 novembre 2002   | LINEAR                   |
| 382690 - | 2002 VN51                | 6 novembre 2002   | LONEOS                   |
| 382691 - | 2002 VS60                | 3 novembre 2002   | NEAT                     |
| 382692 - | 2002 VT60                | 4 novembre 2002   | NEAT                     |
| 382693 - | 2002 VY60                | 5 novembre 2002   | LINEAR                   |
| 382694 - | 2002 VM66                | 6 novembre 2002   | LINEAR                   |
| 382695 - | 2002 VK71                | 7 novembre 2002   | LINEAR                   |
| 382696 - | 2002 VU88                | 11 novembre 2002  | LONEOS                   |
| 382697 - | 2002 VR91                | 12 novembre 2002  | LONEOS                   |
| 382698 - | 2002 VL92                | 12 novembre 2002  | LINEAR                   |
| 382699 - | 2002 VW100               | 11 novembre 2002  | LONEOS                   |
| 382700 - | 2002 VK114               | 13 novembre 2002  | NEAT                     |

## 382701-382800
| Nome     | Designazione provvisoria | Data di scoperta  | Scopritore               |
| -------- | ------------------------ | ----------------- | ------------------------ |
| 382701 - | 2002 VR135               | 7 novembre 2002   | Buie, M. W.              |
| 382702 - | 2002 VU137               | 13 novembre 2002  | Lowe, A.                 |
| 382703 - | 2002 VX139               | 13 novembre 2002  | Sloan Digital Sky Survey |
| 382704 - | 2002 VJ142               | 5 novembre 2002   | NEAT                     |
| 382705 - | 2002 VR146               | 4 novembre 2002   | NEAT                     |
| 382706 - | 2002 VE147               | 13 novembre 2002  | NEAT                     |
| 382707 - | 2002 WD19                | 24 novembre 2002  | Hoenig, S. F.            |
| 382708 - | 2002 WR21                | 24 novembre 2002  | NEAT                     |
| 382709 - | 2002 WX22                | 24 novembre 2002  | NEAT                     |
| 382710 - | 2002 WP25                | 24 novembre 2002  | NEAT                     |
| 382711 - | 2002 WM27                | 24 novembre 2002  | NEAT                     |
| 382712 - | 2002 WM29                | 16 novembre 2002  | NEAT                     |
| 382713 - | 2002 XB1                 | 1º dicembre 2002  | Clingan, R.              |
| 382714 - | 2002 XJ2                 | 1º dicembre 2002  | LINEAR                   |
| 382715 - | 2002 XJ17                | 14 novembre 2002  | LINEAR                   |
| 382716 - | 2002 XW41                | 6 dicembre 2002   | LINEAR                   |
| 382717 - | 2002 XG43                | 10 dicembre 2002  | NEAT                     |
| 382718 - | 2002 XR50                | 10 dicembre 2002  | LINEAR                   |
| 382719 - | 2002 XU64                | 11 dicembre 2002  | LINEAR                   |
| 382720 - | 2002 XO79                | 11 dicembre 2002  | LINEAR                   |
| 382721 - | 2002 XH82                | 11 dicembre 2002  | LINEAR                   |
| 382722 - | 2002 XR90                | 3 dicembre 2002   | Pauwels, T.              |
| 382723 - | 2002 XK119               | 10 dicembre 2002  | NEAT                     |
| 382724 - | 2002 YR8                 | 31 dicembre 2002  | LINEAR                   |
| 382725 - | 2002 YT24                | 31 dicembre 2002  | LINEAR                   |
| 382726 - | 2002 YG26                | 31 dicembre 2002  | LINEAR                   |
| 382727 - | 2003 AR3                 | 2 gennaio 2003    | LINEAR                   |
| 382728 - | 2003 AD21                | 5 gennaio 2003    | LINEAR                   |
| 382729 - | 2003 AV25                | 4 gennaio 2003    | LINEAR                   |
| 382730 - | 2003 AG33                | 5 gennaio 2003    | LINEAR                   |
| 382731 - | 2003 AN42                | 7 gennaio 2003    | LINEAR                   |
| 382732 - | 2003 AF43                | 5 dicembre 2002   | LINEAR                   |
| 382733 - | 2003 AN51                | 5 dicembre 2002   | LINEAR                   |
| 382734 - | 2003 AZ63                | 8 gennaio 2003    | LINEAR                   |
| 382735 - | 2003 AJ70                | 9 gennaio 2003    | LINEAR                   |
| 382736 - | 2003 AG82                | 13 gennaio 2003   | LINEAR                   |
| 382737 - | 2003 AM90                | 5 gennaio 2003    | LINEAR                   |
| 382738 - | 2003 BY5                 | 27 gennaio 2003   | LONEOS                   |
| 382739 - | 2003 BW11                | 26 gennaio 2003   | LONEOS                   |
| 382740 - | 2003 BF14                | 26 gennaio 2003   | NEAT                     |
| 382741 - | 2003 BC24                | 25 gennaio 2003   | NEAT                     |
| 382742 - | 2003 BK48                | 26 gennaio 2003   | Spacewatch               |
| 382743 - | 2003 BQ74                | 29 gennaio 2003   | NEAT                     |
| 382744 - | 2003 BD92                | 26 gennaio 2003   | NEAT                     |
| 382745 - | 2003 CC                  | 1º febbraio 2003  | Spacewatch               |
| 382746 - | 2003 CH7                 | 1º febbraio 2003  | LINEAR                   |
| 382747 - | 2003 CA26                | 2 febbraio 2003   | NEAT                     |
| 382748 - | 2003 CM26                | 24 ottobre 2001   | Spacewatch               |
| 382749 - | 2003 DB                  | 19 febbraio 2003  | NEAT                     |
| 382750 - | 2003 DK                  | 19 febbraio 2003  | NEAT                     |
| 382751 - | 2003 DC21                | 22 febbraio 2003  | NEAT                     |
| 382752 - | 2003 DY24                | 22 febbraio 2003  | NEAT                     |
| 382753 - | 2003 EU8                 | 6 marzo 2003      | LINEAR                   |
| 382754 - | 2003 EW38                | 8 marzo 2003      | Spacewatch               |
| 382755 - | 2003 ET44                | 7 marzo 2003      | LONEOS                   |
| 382756 - | 2003 FE17                | 24 marzo 2003     | Spacewatch               |
| 382757 - | 2003 FS37                | 23 marzo 2003     | Spacewatch               |
| 382758 - | 2003 GY                  | 5 aprile 2003     | NEAT                     |
| 382759 - | 2003 LT3                 | 3 giugno 2003     | CSS                      |
| 382760 - | 2003 NY                  | 2 luglio 2003     | LINEAR                   |
| 382761 - | 2003 OW15                | 23 luglio 2003    | NEAT                     |
| 382762 - | 2003 OJ19                | 30 luglio 2003    | NEAT                     |
| 382763 - | 2003 OS30                | 24 luglio 2003    | NEAT                     |
| 382764 - | 2003 QP10                | 22 agosto 2003    | Ticha, J., Tichy, M.     |
| 382765 - | 2003 QR23                | 21 agosto 2003    | CINEOS                   |
| 382766 - | 2003 QJ103               | 31 agosto 2003    | NEAT                     |
| 382767 - | 2003 RO12                | 14 settembre 2003 | NEAT                     |
| 382768 - | 2003 SJ6                 | 16 settembre 2003 | NEAT                     |
| 382769 - | 2003 SX7                 | 16 settembre 2003 | NEAT                     |
| 382770 - | 2003 SG24                | 17 settembre 2003 | NEAT                     |
| 382771 - | 2003 SL37                | 16 settembre 2003 | NEAT                     |
| 382772 - | 2003 SM50                | 18 settembre 2003 | NEAT                     |
| 382773 - | 2003 SC71                | 4 settembre 2003  | LINEAR                   |
| 382774 - | 2003 SD77                | 19 settembre 2003 | Spacewatch               |
| 382775 - | 2003 SQ96                | 19 settembre 2003 | NEAT                     |
| 382776 - | 2003 SS102               | 20 settembre 2003 | LINEAR                   |
| 382777 - | 2003 SR111               | 20 settembre 2003 | LINEAR                   |
| 382778 - | 2003 SM119               | 17 settembre 2003 | LONEOS                   |
| 382779 - | 2003 SL121               | 17 settembre 2003 | Spacewatch               |
| 382780 - | 2003 SX184               | 21 settembre 2003 | Spacewatch               |
| 382781 - | 2003 SY240               | 27 settembre 2003 | LINEAR                   |
| 382782 - | 2003 SN267               | 29 settembre 2003 | Spacewatch               |
| 382783 - | 2003 SR275               | 29 settembre 2003 | LINEAR                   |
| 382784 - | 2003 SG296               | 29 settembre 2003 | LONEOS                   |
| 382785 - | 2003 SO327               | 19 settembre 2003 | Spacewatch               |
| 382786 - | 2003 SW333               | 28 settembre 2003 | Sloan Digital Sky Survey |
| 382787 - | 2003 SK346               | 18 settembre 2003 | Spacewatch               |
| 382788 - | 2003 SE349               | 18 settembre 2003 | Spacewatch               |
| 382789 - | 2003 SV350               | 19 settembre 2003 | Spacewatch               |
| 382790 - | 2003 SC370               | 26 settembre 2003 | Sloan Digital Sky Survey |
| 382791 - | 2003 SA375               | 26 settembre 2003 | Sloan Digital Sky Survey |
| 382792 - | 2003 SM384               | 26 settembre 2003 | Sloan Digital Sky Survey |
| 382793 - | 2003 SB387               | 26 settembre 2003 | Sloan Digital Sky Survey |
| 382794 - | 2003 TH18                | 14 ottobre 2003   | NEAT                     |
| 382795 - | 2003 TF20                | 14 ottobre 2003   | NEAT                     |
| 382796 - | 2003 UL8                 | 5 ottobre 2003    | LINEAR                   |
| 382797 - | 2003 UF44                | 18 ottobre 2003   | Spacewatch               |
| 382798 - | 2003 UP49                | 16 ottobre 2003   | NEAT                     |
| 382799 - | 2003 UC50                | 2 ottobre 2003    | LINEAR                   |
| 382800 - | 2003 UD58                | 16 ottobre 2003   | Spacewatch               |

## 382801-382900
| Nome              | Designazione provvisoria | Data di scoperta  | Scopritore               |
| ----------------- | ------------------------ | ----------------- | ------------------------ |
| 382801 -          | 2003 UY74                | 21 settembre 2003 | LONEOS                   |
| 382802 -          | 2003 UT130               | 19 ottobre 2003   | NEAT                     |
| 382803 -          | 2003 US136               | 21 ottobre 2003   | LINEAR                   |
| 382804 -          | 2003 UY136               | 21 ottobre 2003   | NEAT                     |
| 382805 -          | 2003 UA144               | 29 settembre 2003 | LINEAR                   |
| 382806 -          | 2003 UZ157               | 20 ottobre 2003   | Spacewatch               |
| 382807 -          | 2003 UB192               | 23 ottobre 2003   | LONEOS                   |
| 382808 -          | 2003 UF206               | 18 ottobre 2003   | LONEOS                   |
| 382809 -          | 2003 UN207               | 22 ottobre 2003   | Spacewatch               |
| 382810 -          | 2003 UX214               | 22 settembre 2003 | Spacewatch               |
| 382811 -          | 2003 UM216               | 21 ottobre 2003   | LINEAR                   |
| 382812 -          | 2003 UD219               | 21 ottobre 2003   | NEAT                     |
| 382813 -          | 2003 UA239               | 24 ottobre 2003   | LINEAR                   |
| 382814 -          | 2003 UD334               | 18 ottobre 2003   | Sloan Digital Sky Survey |
| 382815 -          | 2003 UG346               | 19 ottobre 2003   | Sloan Digital Sky Survey |
| 382816 -          | 2003 UO352               | 19 ottobre 2003   | Sloan Digital Sky Survey |
| 382817 -          | 2003 UX380               | 22 ottobre 2003   | Sloan Digital Sky Survey |
| 382818 -          | 2003 VD6                 | 15 novembre 2003  | NEAT                     |
| 382819 -          | 2003 VE11                | 15 novembre 2003  | NEAT                     |
| 382820 -          | 2003 WB9                 | 16 novembre 2003  | Spacewatch               |
| 382821 -          | 2003 WA38                | 19 novembre 2003  | LINEAR                   |
| 382822 -          | 2003 WQ46                | 18 novembre 2003  | NEAT                     |
| 382823 -          | 2003 WJ79                | 20 novembre 2003  | LINEAR                   |
| 382824 -          | 2003 WE86                | 29 giugno 2003    | LINEAR                   |
| 382825 -          | 2003 XB22                | 15 dicembre 2003  | McNaught, R. H.          |
| 382826 -          | 2003 XL28                | 1º dicembre 2003  | Spacewatch               |
| 382827 -          | 2003 XN30                | 19 novembre 2003  | Spacewatch               |
| 382828 -          | 2003 YW2                 | 18 dicembre 2003  | Yeung, W. K. Y.          |
| 382829 -          | 2003 YP22                | 18 dicembre 2003  | LINEAR                   |
| 382830 -          | 2003 YA181               | 19 dicembre 2003  | Spacewatch               |
| 382831 -          | 2003 YC181               | 21 dicembre 2003  | Spacewatch               |
| 382832 -          | 2003 YD181               | 22 dicembre 2003  | Spacewatch               |
| 382833 -          | 2004 AS5                 | 13 gennaio 2004   | NEAT                     |
| 382834 -          | 2004 AC21                | 15 gennaio 2004   | Spacewatch               |
| 382835 -          | 2004 AT23                | 15 gennaio 2004   | Spacewatch               |
| 382836 -          | 2004 BQ30                | 18 gennaio 2004   | NEAT                     |
| 382837 -          | 2004 BZ38                | 20 gennaio 2004   | LINEAR                   |
| 382838 -          | 2004 BG83                | 23 gennaio 2004   | LINEAR                   |
| 382839 -          | 2004 BE88                | 23 gennaio 2004   | LONEOS                   |
| 382840 -          | 2004 BR130               | 16 gennaio 2004   | Spacewatch               |
| 382841 -          | 2004 CN14                | 11 febbraio 2004  | Spacewatch               |
| 382842 -          | 2004 CP43                | 12 febbraio 2004  | Spacewatch               |
| 382843 -          | 2004 CX47                | 14 febbraio 2004  | NEAT                     |
| 382844 -          | 2004 CB53                | 11 febbraio 2004  | Spacewatch               |
| 382845 -          | 2004 CR103               | 12 febbraio 2004  | NEAT                     |
| 382846 -          | 2004 DK47                | 19 febbraio 2004  | LINEAR                   |
| 382847 -          | 2004 DK53                | 23 febbraio 2004  | Bickel, W.               |
| 382848 -          | 2004 EF18                | 12 marzo 2004     | NEAT                     |
| 382849 -          | 2004 EA23                | 15 marzo 2004     | CSS                      |
| 382850 -          | 2004 EJ30                | 15 marzo 2004     | CSS                      |
| 382851 -          | 2004 EA54                | 15 marzo 2004     | CINEOS                   |
| 382852 -          | 2004 EF72                | 15 marzo 2004     | LINEAR                   |
| 382853 -          | 2004 ER88                | 14 marzo 2004     | Spacewatch               |
| 382854 -          | 2004 EC96                | 15 marzo 2004     | LINEAR                   |
| 382855 -          | 2004 ED96                | 15 marzo 2004     | NEAT                     |
| 382856 -          | 2004 FK28                | 18 marzo 2004     | LINEAR                   |
| 382857 -          | 2004 FY28                | 28 marzo 2004     | LINEAR                   |
| 382858 -          | 2004 FE42                | 13 febbraio 2004  | Spacewatch               |
| 382859 -          | 2004 FE83                | 17 marzo 2004     | Spacewatch               |
| 382860 -          | 2004 FT84                | 18 marzo 2004     | LINEAR                   |
| 382861 -          | 2004 FZ96                | 23 marzo 2004     | LINEAR                   |
| 382862 -          | 2004 FS97                | 23 marzo 2004     | LINEAR                   |
| 382863 -          | 2004 FD109               | 24 marzo 2004     | LONEOS                   |
| 382864 -          | 2004 FP125               | 27 marzo 2004     | LINEAR                   |
| 382865 -          | 2004 FV127               | 27 marzo 2004     | LINEAR                   |
| 382866 -          | 2004 FM155               | 17 marzo 2004     | Spacewatch               |
| 382867 -          | 2004 FT166               | 16 marzo 2004     | Siding Spring Survey     |
| 382868 -          | 2004 GK14                | 13 aprile 2004    | CSS                      |
| 382869 -          | 2004 GX67                | 13 aprile 2004    | Spacewatch               |
| 382870 -          | 2004 HR31                | 19 aprile 2004    | LINEAR                   |
| 382871 -          | 2004 HS44                | 21 aprile 2004    | LINEAR                   |
| 382872 -          | 2004 HB61                | 24 aprile 2004    | Spacewatch               |
| 382873 -          | 2004 JJ23                | 13 maggio 2004    | Spacewatch               |
| 382874 -          | 2004 JQ51                | 14 maggio 2004    | LINEAR                   |
| 382875 -          | 2004 KE1                 | 19 maggio 2004    | Spacewatch               |
| 382876 -          | 2004 KQ15                | 19 maggio 2004    | Spacewatch               |
| 382877 -          | 2004 LX1                 | 7 giugno 2004     | NEAT                     |
| 382878 -          | 2004 LM5                 | 23 maggio 2004    | LINEAR                   |
| 382879 -          | 2004 LD6                 | 13 giugno 2004    | NEAT                     |
| 382880 -          | 2004 LF10                | 13 giugno 2004    | NEAT                     |
| 382881 -          | 2004 LV11                | 12 giugno 2004    | Siding Spring Survey     |
| 382882 -          | 2004 LV26                | 12 giugno 2004    | LINEAR                   |
| 382883 -          | 2004 ML8                 | 16 giugno 2004    | Spacewatch               |
| 382884 -          | 2004 NZ22                | 11 luglio 2004    | LINEAR                   |
| 382885 -          | 2004 NY25                | 11 luglio 2004    | LINEAR                   |
| 382886 -          | 2004 PT26                | 9 agosto 2004     | LONEOS                   |
| 382887 -          | 2004 PJ27                | 8 agosto 2004     | Broughton, J.            |
| 382888 -          | 2004 PD40                | 9 agosto 2004     | LINEAR                   |
| 382889 -          | 2004 PG54                | 8 agosto 2004     | LONEOS                   |
| 382890 -          | 2004 PW55                | 8 agosto 2004     | LONEOS                   |
| 382891 -          | 2004 PK63                | 10 agosto 2004    | LINEAR                   |
| 382892 -          | 2004 PN85                | 10 agosto 2004    | LINEAR                   |
| 382893 -          | 2004 PC88                | 11 agosto 2004    | LINEAR                   |
| 382894 -          | 2004 PK95                | 12 agosto 2004    | NEAT                     |
| 382895 -          | 2004 QS9                 | 21 agosto 2004    | Siding Spring Survey     |
| 382896 -          | 2004 QM17                | 25 agosto 2004    | LINEAR                   |
| 382897 -          | 2004 QZ18                | 21 agosto 2004    | CSS                      |
| 382898 -          | 2004 QJ19                | 23 agosto 2004    | Siding Spring Survey     |
| 382899 -          | 2004 QM27                | 23 agosto 2004    | Siding Spring Survey     |
| 382900 Rendelmann | 2004 RH8                 | 6 settembre 2004  | Ries, W.                 |

## 382901-383000
| Nome     | Designazione provvisoria | Data di scoperta  | Scopritore        |
| -------- | ------------------------ | ----------------- | ----------------- |
| 382901 - | 2004 RY68                | 8 settembre 2004  | LINEAR            |
| 382902 - | 2004 RN71                | 8 settembre 2004  | LINEAR            |
| 382903 - | 2004 RB77                | 8 settembre 2004  | LINEAR            |
| 382904 - | 2004 RT81                | 8 settembre 2004  | LINEAR            |
| 382905 - | 2004 RD105               | 8 settembre 2004  | NEAT              |
| 382906 - | 2004 RM120               | 7 settembre 2004  | Spacewatch        |
| 382907 - | 2004 RZ139               | 8 settembre 2004  | LINEAR            |
| 382908 - | 2004 RY158               | 10 settembre 2004 | LINEAR            |
| 382909 - | 2004 RF168               | 8 settembre 2004  | LINEAR            |
| 382910 - | 2004 RL190               | 19 agosto 2004    | LINEAR            |
| 382911 - | 2004 RA191               | 10 settembre 2004 | LINEAR            |
| 382912 - | 2004 RR194               | 10 settembre 2004 | LINEAR            |
| 382913 - | 2004 RA196               | 10 settembre 2004 | LINEAR            |
| 382914 - | 2004 RK199               | 10 settembre 2004 | LINEAR            |
| 382915 - | 2004 RJ200               | 10 settembre 2004 | LINEAR            |
| 382916 - | 2004 RX207               | 11 settembre 2004 | LINEAR            |
| 382917 - | 2004 RP214               | 11 settembre 2004 | LINEAR            |
| 382918 - | 2004 RU217               | 11 settembre 2004 | LINEAR            |
| 382919 - | 2004 RS245               | 10 settembre 2004 | Spacewatch        |
| 382920 - | 2004 RO249               | 12 settembre 2004 | Spacewatch        |
| 382921 - | 2004 RE254               | 6 settembre 2004  | NEAT              |
| 382922 - | 2004 RW324               | 13 settembre 2004 | LINEAR            |
| 382923 - | 2004 RZ339               | 20 agosto 2004    | CSS               |
| 382924 - | 2004 RJ341               | 11 settembre 2004 | LINEAR            |
| 382925 - | 2004 SJ52                | 18 settembre 2004 | LINEAR            |
| 382926 - | 2004 SL53                | 22 settembre 2004 | LINEAR            |
| 382927 - | 2004 TG13                | 8 ottobre 2004    | LINEAR            |
| 382928 - | 2004 TA59                | 5 ottobre 2004    | Spacewatch        |
| 382929 - | 2004 TP59                | 5 ottobre 2004    | Spacewatch        |
| 382930 - | 2004 TO61                | 5 ottobre 2004    | LONEOS            |
| 382931 - | 2004 TD79                | 4 ottobre 2004    | LINEAR            |
| 382932 - | 2004 TU95                | 5 ottobre 2004    | Spacewatch        |
| 382933 - | 2004 TT119               | 14 settembre 2004 | LINEAR            |
| 382934 - | 2004 TM144               | 4 ottobre 2004    | Spacewatch        |
| 382935 - | 2004 TP155               | 6 ottobre 2004    | Spacewatch        |
| 382936 - | 2004 TQ158               | 6 ottobre 2004    | Spacewatch        |
| 382937 - | 2004 TK175               | 9 ottobre 2004    | LINEAR            |
| 382938 - | 2004 TK194               | 7 ottobre 2004    | Spacewatch        |
| 382939 - | 2004 TS240               | 10 ottobre 2004   | LINEAR            |
| 382940 - | 2004 TM241               | 10 ottobre 2004   | LINEAR            |
| 382941 - | 2004 TV277               | 9 ottobre 2004    | Spacewatch        |
| 382942 - | 2004 TD287               | 9 ottobre 2004    | LINEAR            |
| 382943 - | 2004 TU309               | 18 settembre 2004 | LINEAR            |
| 382944 - | 2004 TA316               | 11 ottobre 2004   | Spacewatch        |
| 382945 - | 2004 TM333               | 9 ottobre 2004    | Spacewatch        |
| 382946 - | 2004 TW335               | 10 ottobre 2004   | Spacewatch        |
| 382947 - | 2004 TQ343               | 14 ottobre 2004   | Spacewatch        |
| 382948 - | 2004 TP357               | 6 ottobre 2004    | Spacewatch        |
| 382949 - | 2004 UA5                 | 18 ottobre 2004   | LINEAR            |
| 382950 - | 2004 VP10                | 3 novembre 2004   | CSS               |
| 382951 - | 2004 VB11                | 3 novembre 2004   | CSS               |
| 382952 - | 2004 VA13                | 3 novembre 2004   | NEAT              |
| 382953 - | 2004 VH16                | 4 novembre 2004   | Needville         |
| 382954 - | 2004 VY24                | 4 novembre 2004   | LONEOS            |
| 382955 - | 2004 VJ31                | 3 novembre 2004   | Spacewatch        |
| 382956 - | 2004 VG77                | 12 novembre 2004  | CSS               |
| 382957 - | 2004 VG90                | 11 novembre 2004  | Spacewatch        |
| 382958 - | 2004 VD130               | 9 novembre 2004   | CSS               |
| 382959 - | 2004 XL17                | 3 dicembre 2004   | Spacewatch        |
| 382960 - | 2004 XM21                | 8 dicembre 2004   | LINEAR            |
| 382961 - | 2004 XX23                | 9 dicembre 2004   | LINEAR            |
| 382962 - | 2004 XK40                | 10 dicembre 2004  | LINEAR            |
| 382963 - | 2004 XS44                | 2 dicembre 2004   | CSS               |
| 382964 - | 2004 XH58                | 10 dicembre 2004  | Spacewatch        |
| 382965 - | 2004 XQ92                | 11 dicembre 2004  | LINEAR            |
| 382966 - | 2004 XX96                | 11 dicembre 2004  | Spacewatch        |
| 382967 - | 2004 XQ120               | 14 dicembre 2004  | LINEAR            |
| 382968 - | 2004 XH122               | 9 dicembre 2004   | Jarnac            |
| 382969 - | 2004 XH133               | 15 dicembre 2004  | Spacewatch        |
| 382970 - | 2004 XE135               | 15 dicembre 2004  | LINEAR            |
| 382971 - | 2005 AX12                | 6 gennaio 2005    | LINEAR            |
| 382972 - | 2005 AK26                | 12 gennaio 2005   | LINEAR            |
| 382973 - | 2005 AP34                | 20 dicembre 2004  | Mt. Lemmon Survey |
| 382974 - | 2005 AN40                | 15 gennaio 2005   | LINEAR            |
| 382975 - | 2005 AL59                | 15 gennaio 2005   | LINEAR            |
| 382976 - | 2005 AG62                | 15 gennaio 2005   | Spacewatch        |
| 382977 - | 2005 AY70                | 15 gennaio 2005   | Spacewatch        |
| 382978 - | 2005 BW2                 | 18 gennaio 2005   | Hug, G.           |
| 382979 - | 2005 BK14                | 20 gennaio 2005   | Young, J. W.      |
| 382980 - | 2005 BD46                | 16 gennaio 2005   | Veillet, C.       |
| 382981 - | 2005 CA2                 | 1º febbraio 2005  | NEAT              |
| 382982 - | 2005 CR15                | 2 febbraio 2005   | LINEAR            |
| 382983 - | 2005 CS19                | 2 febbraio 2005   | CSS               |
| 382984 - | 2005 CU21                | 3 febbraio 2005   | LINEAR            |
| 382985 - | 2005 CZ26                | 1º febbraio 2005  | Spacewatch        |
| 382986 - | 2005 CM37                | 4 febbraio 2005   | Lowe, A.          |
| 382987 - | 2005 EW10                | 2 marzo 2005      | Spacewatch        |
| 382988 - | 2005 EW41                | 2 marzo 2005      | Spacewatch        |
| 382989 - | 2005 EE50                | 3 marzo 2005      | CSS               |
| 382990 - | 2005 EN73                | 3 marzo 2005      | Spacewatch        |
| 382991 - | 2005 EJ88                | 8 marzo 2005      | LONEOS            |
| 382992 - | 2005 EV157               | 9 marzo 2005      | Mt. Lemmon Survey |
| 382993 - | 2005 ED190               | 11 marzo 2005     | Mt. Lemmon Survey |
| 382994 - | 2005 EY291               | 10 marzo 2005     | CSS               |
| 382995 - | 2005 GO10                | 1º aprile 2005    | Spacewatch        |
| 382996 - | 2005 GR227               | 5 aprile 2005     | LONEOS            |
| 382997 - | 2005 HY3                 | 28 aprile 2005    | Lowe, A.          |
| 382998 - | 2005 JL19                | 4 maggio 2005     | Spacewatch        |
| 382999 - | 2005 JS80                | 4 maggio 2005     | CSS               |
| 383000 - | 2005 JH107               | 12 maggio 2005    | Mt. Lemmon Survey |